# 교수형

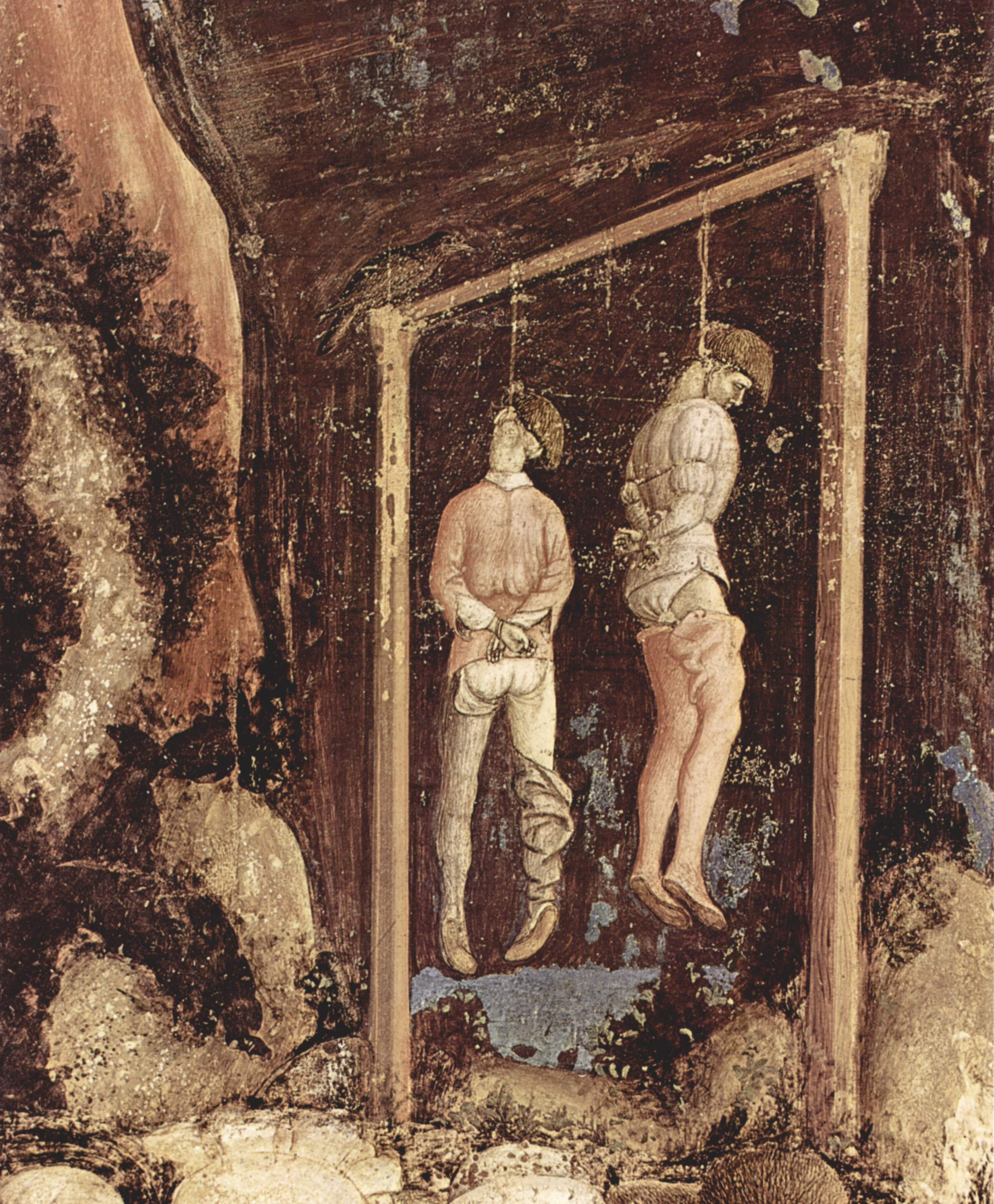
피사넬로가 그린 그림의 일부, 1436-1438

교수형(絞首刑, 영어: hanging)은 사형수의 목을 졸라서(현수식) 또는 목뼈를 부러뜨리는 방법의(롱 드롭 식, 혹은 수하식) 사형 방법을 말한다. 교살형(絞殺刑)이라고도 한다. 현재 대한민국과 이라크, 일본, 이란, 기타 국가 등 군인을 제외하고는 교수형을 사형 방법으로 사용하고 있다. 일본도 대한민국과 같은 방식을 사용하고 있다. 영국의 작가 찰스 디킨스는 교수형의 사형수가 바로 숨이 끊기지 않아 고통스러워하는 모습을 언급하면서 사형제도를 폐지할 것을 주장한 바 있다.

### 내용주
1. ↑  현재 법률상 사형제가 있지만, 1997년 12월 30일 이후로는 집행하고 있지는 않다.

## 같이 보기
- 사형